# Mebrahtom Keflezighi
Mebrahtom Keflezighi, detto Meb (Asmara, 5 maggio 1975), è un ex maratoneta eritreo naturalizzato statunitense.

## Biografia
Il suo nome è legato all'Italia, in particolar modo a Monza, città nella quale fu temporaneamente ospitato dopo la fuga della sua famiglia dalla guerra d'Eritrea, prima di partire per gli Stati Uniti. Nel 2004 vinse la medaglia d'argento alle Olimpiadi d'Atene, mentre nel 2009 si aggiudicò la maratona di New York e nel 2014 quella di Boston.

## Palmarès
| Anno | Manifestazione  | Sede           | Evento   | Risultato | Prestazione | Note |
| ---- | --------------- | -------------- | -------- | --------- | ----------- | ---- |
| 2004 | Giochi olimpici | Atene          | Maratona | Argento   | 2h11'29"    |      |
| 2012 | Giochi olimpici | Londra         | Maratona | 4º        | 2h11'06"    |      |
| 2016 | Giochi olimpici | Rio de Janeiro | Maratona | 33º       | 2h16'46"    |      |

## Campionati nazionali
1998
- 4º ai campionati statunitensi, 10000 m piani - 29'50"22

1999
- 4º ai campionati statunitensi, 10000 m piani - 28'29"27

2000
- Oro ai campionati statunitensi, 10000 m piani - 28'03"32

2001
- Argento ai campionati statunitensi, 10000 m piani - 28'39"64

2002
- Argento ai campionati statunitensi, 5000 m piani - 13'30"05
- Oro ai campionati statunitensi, 10000 m piani - 27'41"68

2003
- Argento ai campionati statunitensi, 10000 m piani - 27'57"59

2004
- Oro ai campionati statunitensi, 10000 m piani - 27'36"49

2005
- Argento ai campionati statunitensi, 10000 m piani - 28'10"57

2006
- Argento ai campionati statunitensi, 10000 m piani - 28'18"74

2007
- Bronzo ai campionati statunitensi di mezza maratona - 1h02'22"

2009
- 6º ai campionati statunitensi, 10000 m piani - 28'35"49
- Oro ai campionati statunitensi di mezza maratona - 1h01'25"

2013
- Oro ai campionati statunitensi di mezza maratona - 1h01'22"

2014
- Oro ai campionati statunitensi di mezza maratona - 1h01'23"

2015
- 4º ai campionati statunitensi di mezza maratona - 1h02'18"

## Altre competizioni internazionali
1998
- 6º ai Goodwill Games ( New York), 10000 m piani - 29'57"80

1999
- Argento alla Gate River Run ( Jacksonville), 15 km - 44'03"

2001
- Oro alla Gate River Run ( Jacksonville), 15 km - 43'16"
- 7º alla Carlsbad 5000 ( Carlsbad), 5 km - 13'34"

2002
- 4º in Coppa del mondo ( Madrid), 5000 m piani - 13'33"44
- 9º alla Maratona di New York ( New York) - 2h12'35"
- Oro alla Gate River Run ( Jacksonville), 15 km - 42'49"
- 4º alla Carlsbad 5000 ( Carlsbad), 5 km - 13'34"

2003
- 7º alla Maratona di Chicago ( Chicago) - 2h10'03"
- Oro alla Gate River Run ( Jacksonville) - 43'31"

2004
- Argento alla Maratona di New York ( New York) - 2h09'53"
- Oro alla Gate River Run ( Jacksonville), 15 km - 43'18"
- Argento al Boulder International Challenge ( Boulder) - 29'30"

2005
- Bronzo alla Maratona di New York ( New York) - 2h09'56"

2006
- Bronzo alla Maratona di Boston ( Boston) - 2h09'56"
- 21º alla Maratona di New York ( New York) - 2h22'02"
- Argento alla New York Half Marathon ( New York) - 1h01'28"
- Oro alla Gate River Run ( Jacksonville), 15 km - 43'41"

2007
- Oro alla Gate River Run ( Jacksonville), 15 km - 43'39"

2009
- Oro alla Maratona di New York ( New York) - 2h09'15"
- 9º alla Maratona di Londra ( Londra) - 2h09'21"

2010
- 5º alla Maratona di Boston ( Boston) - 2h09'26"
- 6º alla Maratona di New York ( New York) - 2h09'13"
- Oro alla Mezza maratona di San Jose ( San Jose) - 1'01'45"

2011
- 6º alla Maratona di New York ( New York) - 2h09'13"
- Oro alla Mezza maratona di San Diego ( San Diego) - 1h02'40"
- 15º alla New York Half Marathon ( New York) - 1h02'52"

2012
- 12º alla New York Half Marathon ( New York) - 1h01'41"
- Oro alla Mezza maratona di San Diego ( San Diego) - 1h03'11"

2013
- 23º alla Maratona di New York ( New York) - 2h23'47"
- 4º alla Mezza maratona di San Diego ( San Diego) - 1h02'11"
- 12º alla Peachtree Road Race ( Atlanta) - 28'53"

2014
- Oro alla Maratona di Boston ( Boston) - 2h'08'37"
- 4º alla Maratona di New York ( New York) - 2h13'20"
- 10º alla New York Half Marathon ( New York) - 1h02'53"

2015
- 7º alla Maratona di New York ( New York) - 2h13'32"
- 8º alla Maratona di Boston ( Boston) - 2h12'42"
- 8º alla New York Half Marathon ( New York) - 1h02'17"
- Argento alla Mezza maratona di San Diego ( San Diego) - 1h02'26"
- 5º alla Mezza maratona di Dallas ( Dallas) - 1h04'06"

2017
- 11º alla Maratona di New York ( New York) - 2h15'29"
- 13º alla Maratona di Boston ( Boston) - 2h17'00"
- 20º alla New York Half Marathon ( New York) - 1h04'55"